# بید کوتاه‌میوه
بید کوتاه‌میوه (نام علمی: Salix brachycarpa) نام یک گونه از سرده بید است.